# 米德爾哈丹姆歷史區
米德爾哈丹姆（英語：Middle Haddam）是位於美國康乃狄克州米德爾塞克斯縣的一個歷史區。該地的面積和人口皆未知。

## 地理
米德爾哈丹姆的座標為41°33′11″N 72°33′06″W / 41.55306°N 72.55167°W，而該地的平均海拔高度為37米（即121英尺）。